# 先鋒號
先鋒號的另外一個名稱是MS-T5，是日本第一顆進行行星際飛行的人造衛星，也是繼美國與蘇聯之後的第一顆深空衛星，此項計畫包括測試新的運載火箭，成為日本第一顆脫離地球重力束縛的人造衛星，除此之外，先鋒號也從行星間觀測電漿與磁場。另外，測量獲得的數據也對於數個月之後發射的彗星號的任務提供不少幫助。
先鋒號由宇宙科學研究所、宇宙開發事業團建造與發射，這些機構均為宇宙航空研究開發機構的前身，並且是哈雷艦隊的成員之一，哈雷艦隊的成員包括蘇聯與法國合作的織女星1號、織女星2號、歐洲太空總署的喬托號、日本的另外一顆探測衛星彗星號以及美國太空總署的國際彗星探險者號。

## 設計
与其姊妹船彗星號不同，先鋒號在其觀測儀器中沒有搭載攝影儀器。

## 發射
先鋒號在1985年1月7日藉由Mu-3S-II運載火箭發射升空。

## 與哈雷彗星相遇
先鋒號在1986年3月11日從距離哈雷彗星約700萬公里處飛掠過去。

## 與賈可比尼-秦諾彗星相遇
先鋒號原定要在1998年造訪賈可比尼-秦諾彗星，不過因為推進劑不足的因素，最後這項計畫被取消。

## 任務終了
先鋒後最後傳輸科學資訊的時間是1995年11月15日；並於1999年1月8日失去聯繫。

## 外部連結
- 先鋒號介紹
- 先鋒號任務、美國太空總署星際探索（页面存档备份，存于）
- 飛掠哈雷彗星（页面存档备份，存于）